# Žuta kadilovka
Žuta kadilovka (lat. Prangos ferulacea; sin. Cachrys ferulacea), vrsta štitarke, biljke uključivane u rod kadilovki (Cachrys), a danas u Prangos.
Pod ovim imenom imenovao ju je hrvatski botaničar T. Nikolić (2019), a ostali narodni nazivi su joj kremač i kremač žuti. Postoje brojni sinonimni latinki nazivi.

## Sinonimi
- Cachrys alata Hoffm.
- Cachrys cylindracea Guss. ex DC.
- Cachrys ferulacea (L.) Calest.
- Cachrys goniocarpa Boiss.
- Cachrys goniocarpa var. asperifolia Mouterde
- Cachrys nematoloba Rech. f. & Riedl
- Cachrys prangoides Boiss.
- Laserpitium ferulaceum L.
- Prangos alata (M.Bieb.) Grossh.
- Prangos asperula var. judaica Rech.f.
- Prangos asperula var. leiopetala Post
- Prangos asperula var. stenoptera Boiss.
- Prangos biebersteinii Karjagin
- Prangos carinata Griseb. ex Degen
- Prangos cylindracea DC.
- Prangos ferulacea var. carinata (Griseb. ex Degen) Fiori
- Prangos ferulacea var. cylindracea (DC.) Fiori & Paol.
- Prangos ferulacea var. scabridula Boiss.
- Prangos foeniculacea C.A.Mey.
- Prangos goniocarpa (Boiss.) Zohary
- Prangos goniocarpa var. stenoptera (Boiss.) Zohary
- Prangos macrocarpa Boiss.
- Prangos stenoptera Boiss. & Buhse
- Smyrnium laserpitioides Crantz